# Gulden Winckelbuurt
De Gulden Winckelbuurt ligt in Amsterdam-West (tussen 1990 en 2010 Stadsdeel Bos en Lommer). De buurt ligt tussen de Admiraal de Ruijterweg, Bos en Lommerweg en Einsteinweg. De officiële benaming sinds 1 januari 2015 is Bosleeuw.
De buurt is vernoemd naar het Gulden Winckelplantsoen. Bosleeuw komt van Bos en Lommer en het Leeuwendalerspad.
De Gulden Winckelbuurt is gebouwd in de jaren dertig en veertig en de straten zijn vernoemd naar historische boeken en toneelstukken.
De gesloten bouwblokken aan de Admiraal de Ruijterweg gaan in westelijke richting over in strokenbouw met open tuinen. De buurt ten noorden van de Bos en Lommerweg is wat ruimer gebouwd dan die aan de zuidkant. De straten zijn er breder en er is veel ruimte voor groen. De buurt is gebouwd in fasen. Halverwege de Tweede Wereldoorlog werd de bouw in 1942 stopgezet en de draad werd pas na de Bevrijding weer opgepakt.
In 2015 verdween deze naam van de officiële kaarten. De buurten kregen vanwege de statistische verwerkingen nieuwe namen waarbij de Gulden Winckelbuurt in Bosleeuw een nieuwe naam kreeg.